# Кури
Кури (фр. Courris) насеље је и општина у јужној Француској у региону Миди Пирене, у департману Тарн која припада префектури Алби.
По подацима из 2011. године у општини је живело 80 становника, а густина насељености је износила 8,49 становника/km². Општина се простире на површини од 9,42 km². Налази се на средњој надморској висини од 231 метар (максималној 458 m, а минималној 183 m).

## Демографија
| 1962. | 1968. | 1975. | 1982. | 1990. | 1999. | 2011. |
| ----- | ----- | ----- | ----- | ----- | ----- | ----- |
| 126   | 128   | 112   | 112   | 88    | 79    | 80    |

График промене броја становника у току последњих година